# Enterprise Center

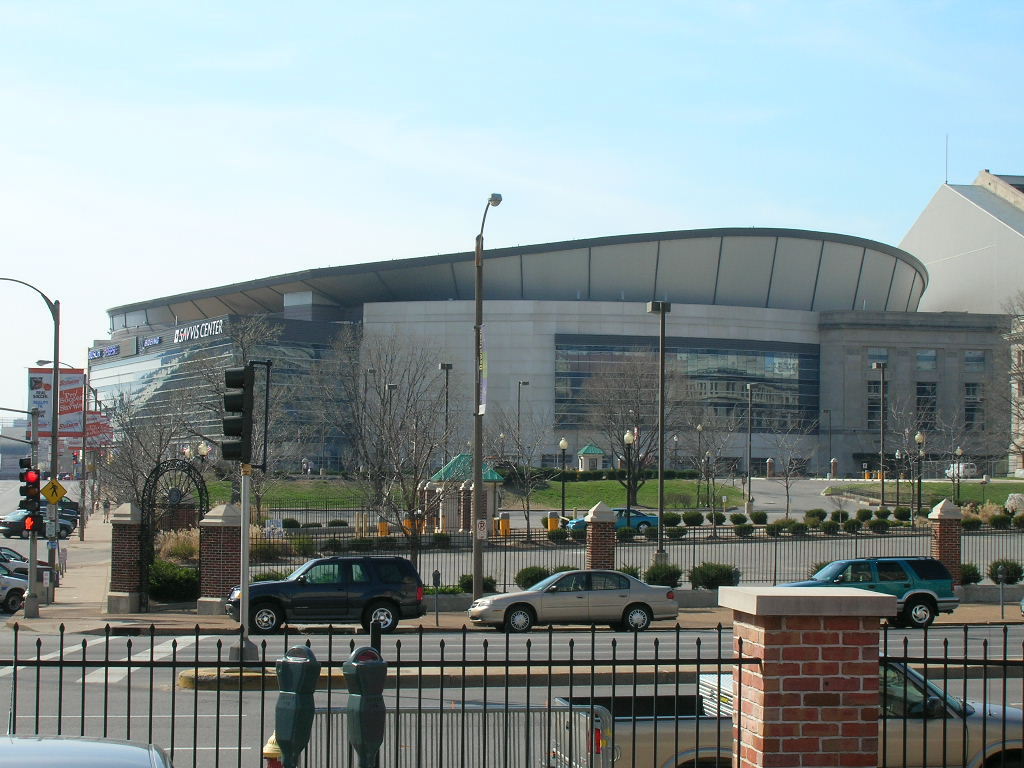
Enterprise Center.

Enterprise Center, tidigare Kiel Center, Savvis Center och Scottrade Center, är det amerikanska ishockeylaget St. Louis Blues hemmaarena. Arenan invigdes 1994 och kapaciteten är 21 000 sittplatser.
Den 21 maj 2018 meddelade Blues och holdingbolaget Enterprise Holdings, Inc. att man hade kommit överens om ett avtal rörande namnrättigheterna för arenan. Den 1 juli och 15 år framåt kommer den heta Enterprise Center.